# Harold Nelson
William Harold Nelson (ur. 26 kwietnia 1923 w Dunedin, zm. 1 lipca 2011 w Nelson) – nowozelandzki lekkoatleta, długodystansowiec, dwukrotny medalista igrzysk Imperium Brytyjskiego w 1950.

## Życiorys
Podczas II wojny światowej służył w Royal New Zealand Air Force. Ranny w wypadku, był zagrożony inwalidztwem, jednak po operacji udało mu się przywrócić sprawność i kontynuować karierę lekkoatletyczną.
Był chorążym reprezentacji Nowej Zelandii na igrzyskach olimpijskich w 1948 w Londynie. Na igrzyskach odpadł w eliminacjach biegu na 5000 metrów oraz nie ukończył biegu na 10 000 metrów.
Zwyciężył w biegu na 6 mil oraz zdobył srebrny medal w biegu na 3 mile (za Lenem Eyre z Anglii) na igrzyskach Imperium Brytyjskiego w 1950 w Auckland.
Nelson był mistrzem Nowej Zelandii w biegu na milę w 1946/1947, w biegu na 3 mile w 1946/1947 i 1947/1948, w biegu na 6 mil w 1947/1948 oraz w biegu przełajowym w 1946 i 1951.
Później pracował jako nauczyciel w Nelson i trenował lekkoatletów, w tym Roda Dixona w początkach jego kariery.
W 1986 odznaczony Kawalerią Orderu Imperium Brytyjskiego (MBE) za zasługi dla lekkiej atletyki.
Rekordy życiowe Nelsona:
- bieg na 3 mile – 14:19,6 (1948)
- bieg na 3 mile – 30:29,6 (4 lutego 1950, Auckland)